# Jardín botánico Santa Clotilde
El Jardín Botánico Santa Clotilde o en catalán: Jardí Botànic Santa Clotilde, está considerado el mejor jardín botánico mediterráneo de Europa con unas 15 hectáreas de extensión. Situado en el municipio de Lloret de Mar, provincia de Gerona, en la comunidad de Cataluña, España. 
Se encuentra situado en la montaña y posee unas impresionantes vistas sobre el mar Mediterráneo. 

## Localización
En la comarca de La Selva, en la Provincia de Gerona, perteneciente al municipio de Lloret de Mar, se encuentra en las afueras, en la montaña en terreno muy escarpado y parte del jardín da al acantilado sobre el Mediterráneo, lo que le proporciona unas panorámicas inolvidables sobre el mar.
Jardí Botànic de Santa Clotilde - Ctra. de Blanes, km. 652,17310 Lloret de Mar, Selva, Gerona. Entrada previo pago de admisión.

## Historia
Los "Jardines de Santa Clotilde" presentan grandes panorámicas sobre un acantilado con impresionantes vistas sobre el mar Mediterráneo.
Este jardín botánico, diseñado en 1919 por Nicolau Maria Rubió i Tudurí, se caracteriza por la clara influencia italiana, armonicamente conjuntado con la obra arquitectónica de los alrededores. 

## Colecciones
Este jardín botánico paisajista da una gran importancia a las especies de plantas que realzan las vistas y panorámicas sobre el mar aunque la mayoría de ellas no lleven flor. 